# 타인들 (영화)
"타인들"은 1967년 공개된 대한민국의 영화이다.

## 개요
1966년 MBC에서 방송된 동명의 라디오 드라마가 인기리에 방송되면서 당시 전례에 따라 라디오 드라마가 영화화된 작품이다. 라디오 드라마를 집필한 작가 신봉승이 직접 영화 시나리오로 각색을 하였다.
신봉승이 작사하고 문주란이 부른 동명의 라디오 드라마 주제가로, 박춘석 작곡가와 문주란 가수 콤비가 처음 탄생하게 되었다. 노래의 히트로 인해 박춘석 작곡가가 영화의 음악감독을 맡았고, 문주란은 동명의 라디오 드라마 주제가를 다시 동명의 영화 주제가로 발표하여 지금까지 많은 사랑을 받게 된다.

## 배역
- 신성일
- 문희
- 김진규
- 전양자
- 이순재
- 전계현